# Göte Friman
Göte Friman, född 1847, död 1901, var en svensk silversmed. Friman, som var verksam i Norrköping, har bland annat gjort en kanna i Sankt Olai kyrka och en paten i Hedvigs kyrka.